# 哈拉西夫卡
哈拉西夫卡（烏克蘭語：Гарасівка），是烏克蘭東南部扎波羅熱州扎波羅熱區维利尼扬斯克市镇内的村落。處於維利尼揚卡河左岸，距離維利尼揚卡和代雷濟夫卡1公里，始建於1898年，面積0.159平方公里，2001年人口35。